# 新河県
新河県（しんか-けん）は中華人民共和国河北省邢台市に位置する県。

## 歴史
前漢により設置された堂陽県を前身とする。556年（天保7年）に北斉により廃止された。596年（開皇16年）に隋代により再設置された。1052年（皇祐4年）に宋代により堂陽県は廃止され堂陽鎮とされたが、南宮県新河鎮は新河県と改められ、1073年（熙寧6年）に廃止され、1232年にモンゴル帝国（後の元代）により再設置された。
1947年（民国36年）、董振堂にちなみ振堂県とされたが、1949年に新河県に再改称された。1958年に廃止となり晋県に、1961年には南和県に管轄区域は移管されたが、1962年に再設置され現在に至る。

## 行政区画
- 鎮:新河鎮、尋寨鎮
- 郷:白神首郷、荊家荘郷、西流郷、仁譲里郷